# Clerks (саундтрек)
Clerks: Music from the Motion Picture — саундтрек к фильму «Клерки», вышедшему в 1994 году. В альбом вошли песни различных исполнителей альтернативного рока, гранжа и панк-рока, а также фрагменты звуковой дорожки фильма.

## Об альбоме
Фильм «Клерки» стал дебютной работой режиссёра и сценариста Кевина Смита. В 1992 году Смит поступил в Ванкуверскую школу кино, но вскоре был оттуда отчислен. Некоторое время он работал продавцом и решил перенести этот опыт на плёнку, сняв на собственные средства комедию, действие которой происходит в супермаркете.
Музыку для вступительных кадров фильма, а также несколько прочих песен записал школьный товарищ Смита Скотт Энгли и его группа Love Amongst Freaks в собственном гараже на четырёхдорожечный магнитофон. Кевин Смит также подружился с фронтменом Soul Asylum Дэйвом Пирнером, и предложил ему включить одну композицию в фильм.
Первоначальный бюджет всего фильма составил всего $27,575. После того, как картина была показана на американском фестивале независимого кино «Сандэнс», им заинтересовалась молодая дистрибьюторская компания Miramax, на счету которой были фильмы «Жестокая игра» и «Криминальное чтиво». Miramax выкупили права на прокат фильма и инвестировали крупную сумму, чтобы подобрать к нему подобающие песни. «Саундтрек был настоящим сюрпризом. Мы бы никогда не заполучили эти песни без дополнительного финансирования», — признавался Кевин Смит. На покупку прав на понравившиеся песни ушло ещё 28 тысяч долларов — больше, чем на съёмки всего фильма (впрочем, в журнале Rolling Stone это называли всего лишь легендой).
Целый ряд исполнителей был привлечён благодаря сотрудничеству Miramax с Sony Music, чей импринт Chaos Recordings / Columbia Records занимался саундтреком. Кевин Смит получил доступ к каталогу групп лейбла и выбрал коллективы, наиболее подходящие для фильма (Corrosion of Conformity, Alice in Chains, Soul Asylum). Режиссёр также следовал рекомендациям музыкального менеджера Sony Бенжамина Гордона. По его совету в фильм включили песню группы Bash & Pop, чей фронтмен Томми Стинсон был хорошим знакомым Гордона. Также лейбл выделил бюджет для записи песни «Panic in Cicero» в исполнении The Jesus Lizard. Рок-группа Seaweed из Такомы, работавшая с гранжевым лейблом Sub Pop, исполнила кавер-версию песни Fleetwood Mac «Go Your Own Way».

## Выход саундтрека
После выхода саундтрека песня Soul Asylum «Can’t Even Tell» поднялась на 16 место в хит-параде Billboard Alternative Songs. Уже после выхода фильма Кевин Смит снял на неё видеоклип. Съёмки прошли на той же площадке, где снималась сцена из «Клерков» с хоккеем на крыше. В ней приняли участие актёры из фильма, так что видеоклип был похож на ещё один эпизод из «Клерков», только снятый на цветную плёнку.
Выход саундтрека также привлек внимание к песне Alice in Chains «Got Me Wrong». Она была выпущена ещё в 1992 году на акустическом мини-альбоме Sap, но осталась незамеченной, как и вся пластинка. После успеха «Клерков», группа выпустила эту песню в виде сингла. «Got Me Wrong» появилась в чарте Billboard Mainstream Rock Airplay 31 декабря 1994 года и провела в нём 21 неделю, поднявшись на седьмое место.

## Критические отзывы
Стивен Томас Эрлвайн (AllMusic) оценил саундтрек альбом на четыре звезды из пяти. Он обратил внимание на то, что вырванные из контекста шутки, вставленные в альбом, не так смешны, как в фильме; это же касается и песен. Эрлвайн выделил лишь две композиции — «Got Me Wrong» Alice in Chains и «Can’t Even Tell» Soul Asylum, — назвав остальные гранжевые и металлические песни непримечательными и однообразными.
В 2017 году на сайте Billboard был опубликован рейтинг «10 лучших саундтреков к фильмам об укурках». Эли Семигран включила в него и саундтрек к «Клеркам», назвав его «приправленным фрагментами зала славы инди-музыки 1994 года», а также песнями Alice in Chains, Bad Religion и Love Among Freaks.

## Историческое значение
В журнале Billboard «Клерков» называли одним из фильмов, определивших Поколение X, а саундтрек к нему — своеобразной «капсулой времени» середины девяностых годов.
Через 25 лет после выхода фильма Кевин Смит отмечал простоту как самой картины, так и звучавшей в ней музыки: «Многие песни из саундтрека не были многослойными сложными мелодиями. Они были простыми, урезанными и грязными, и были отличным дополнением к антуражу фильма… [Режиссёр Джейсон Райтман] рассказывал мне: „Никогда не трогай этот фильм. Он как панк-роковая песня. Четыре аккорда, очень мощная и заставляет всех слушателей считать, что они тоже могли бы написать такую“. Вот чем для меня является этот фильм и этот саундтрек».

## Список композиций
| №   | Название                                | Исполнитель             | Длительность |
| --- | --------------------------------------- | ----------------------- | ------------ |
| 1.  | «Dante’s Lament» (диалог)               |                         | 0:04         |
| 2.  | «Clerks»                                | Love Among Freaks       | 3:41         |
| 3.  | «Kill the Sexplayer»                    | Girls Against Boys      | 3:16         |
| 4.  | «No Time for Love, Dr. Jones» (диалог)  |                         | 0:09         |
| 5.  | «Got Me Wrong»                          | Alice in Chains         | 4:09         |
| 6.  | «Randal and Dante on Sex» (диалог)      |                         | 0:19         |
| 7.  | «Making Me Sick»                        | Bash & Pop              | 2:14         |
| 8.  | «A Bunch of Muppets» (диалог)           |                         | 0:23         |
| 9.  | «Chewbacca»                             | Supernova               | 1:26         |
| 10. | «Panic in Cicero»                       | The Jesus Lizard        | 3:26         |
| 11. | «Shooting Star»                         | Golden Smog             | 4:40         |
| 12. | «Leaders and Followers»                 | Bad Religion            | 2:41         |
| 13. | «I Like to Expand My Horizons» (диалог) |                         | 0:15         |
| 14. | «Violent Mood Swings (Thread Mix)»      | Stabbing Westward       | 5:31         |
| 15. | «Berserker»                             | Love Among Freaks       | 2:08         |
| 16. | «Big Problems»                          | Corrosion of Conformity | 2:15         |
| 17. | «Go Your Own Way»                       | Seaweed                 | 3:49         |
| 18. | «Social Event of the Season» (диалог)   |                         | 0:27         |
| 19. | «Can’t Even Tell»                       | Soul Asylum             | 3:13         |
| 20. | «Jay’s Chant» (диалог)                  |                         | 0:10         |